# إليانور جيمس
إليانور جيمس (بالإنجليزية: Eleanor James)‏ هي ممثلة بريطانية، ولدت في 18 أبريل 1986 في المملكة المتحدة.

## وصلات خارجية
- إليانور جيمس على موقع IMDb (الإنجليزية)
- إليانور جيمس على موقع ألو سيني (الفرنسية)
- إليانور جيمس على موقع أول موفي (الإنجليزية)
- إليانور جيمس على موقع قاعدة بيانات الفيلم (الإنجليزية)
- إليانور جيمس على موقع كينوبويسك (الروسية)